# Yavapai County
Yavapai County ist ein County inmitten des US-Bundesstaates Arizona der Vereinigten Staaten. Der Verwaltungssitz (County Seat) ist Prescott.

## Geographie
Das County liegt westlich des geografischen Zentrums von Arizona und hat eine Fläche von 21.039 Quadratkilometern, davon sind ca. elf Quadratkilometer Wasserfläche. Im County befinden sich der Prescott National Forest und darin der Mingus Mountain.
Das County wird vom Office of Management and Budget zu statistischen Zwecken als Prescott Valley–Prescott, AZ Metropolitan Statistical Area geführt.

## Geschichte
Das Yavapai County wurde am 8. November 1864 als eines der vier Originalcountys gebildet. Aus ihm wurden in der Folgezeit die Countys Apache, Coconino, Maricopa und Navajo gebildet. Die heutigen Grenzen des Countys bestehen seit 1891. Benannt wurde das County nach dem Volk Yavapai, der indigenen Bevölkerung dieser Gegend.

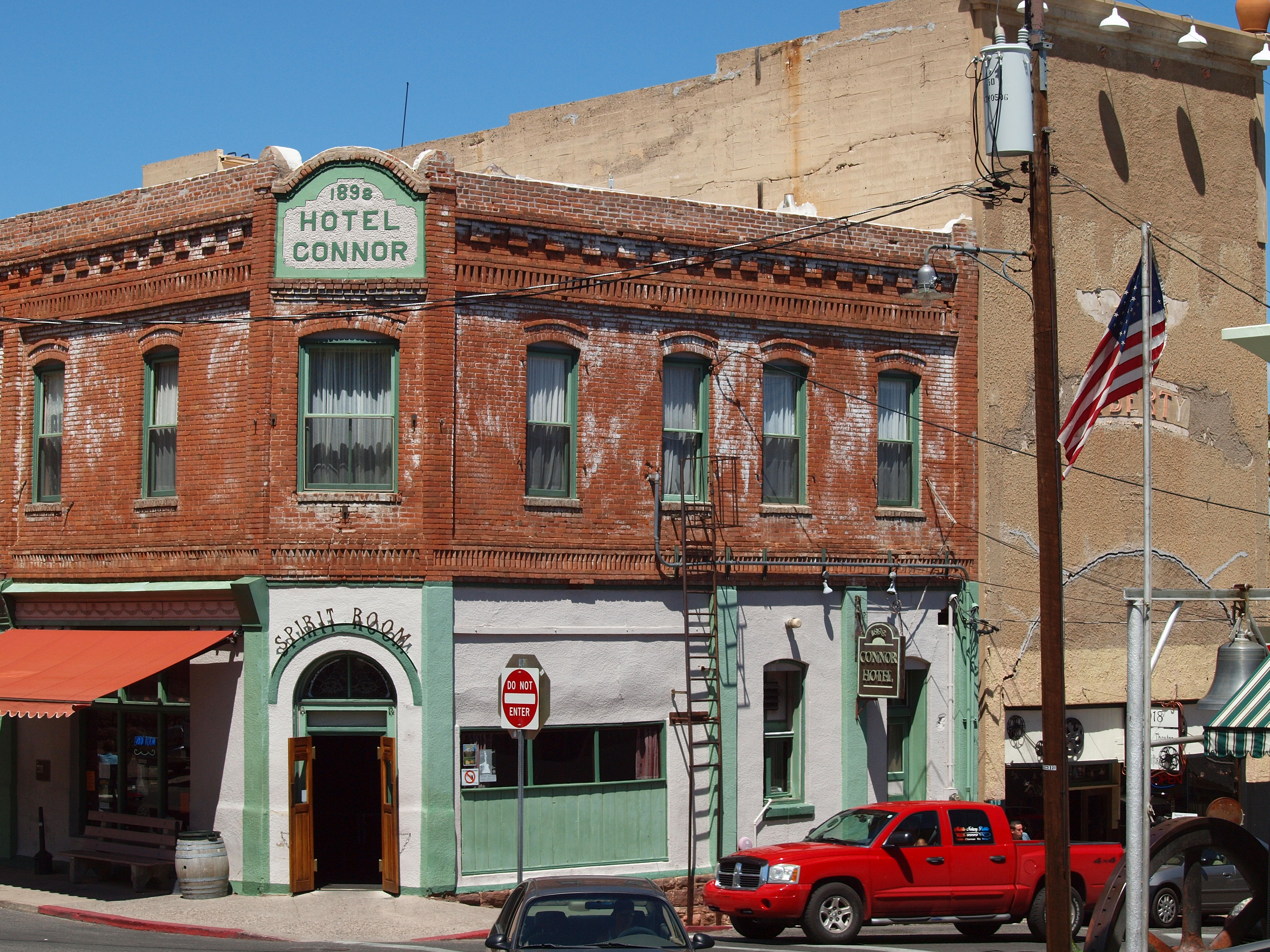
Der Jerome Historic District ist seit November 1966 als National Historic Landmark anerkannt.

132 Bauwerke, Stätten und historische Bezirke (Historic Districts) des Countys sind im National Register of Historic Places („Nationales Verzeichnis historischer Orte“; NRHP) eingetragen (Stand 6. Februar 2022), darunter hat der Jerome Historic District den Status eines National Historic Landmarks („Nationale historische Wahrzeichen“). 65 der Objekte stehen in der Stadt Prescott.

## Demografische Daten

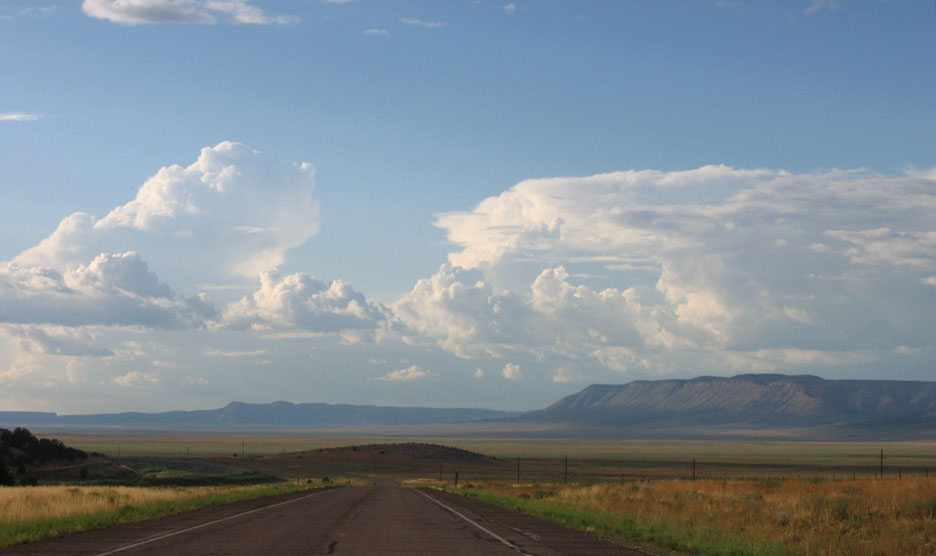
State Route 66 im Yavapai County

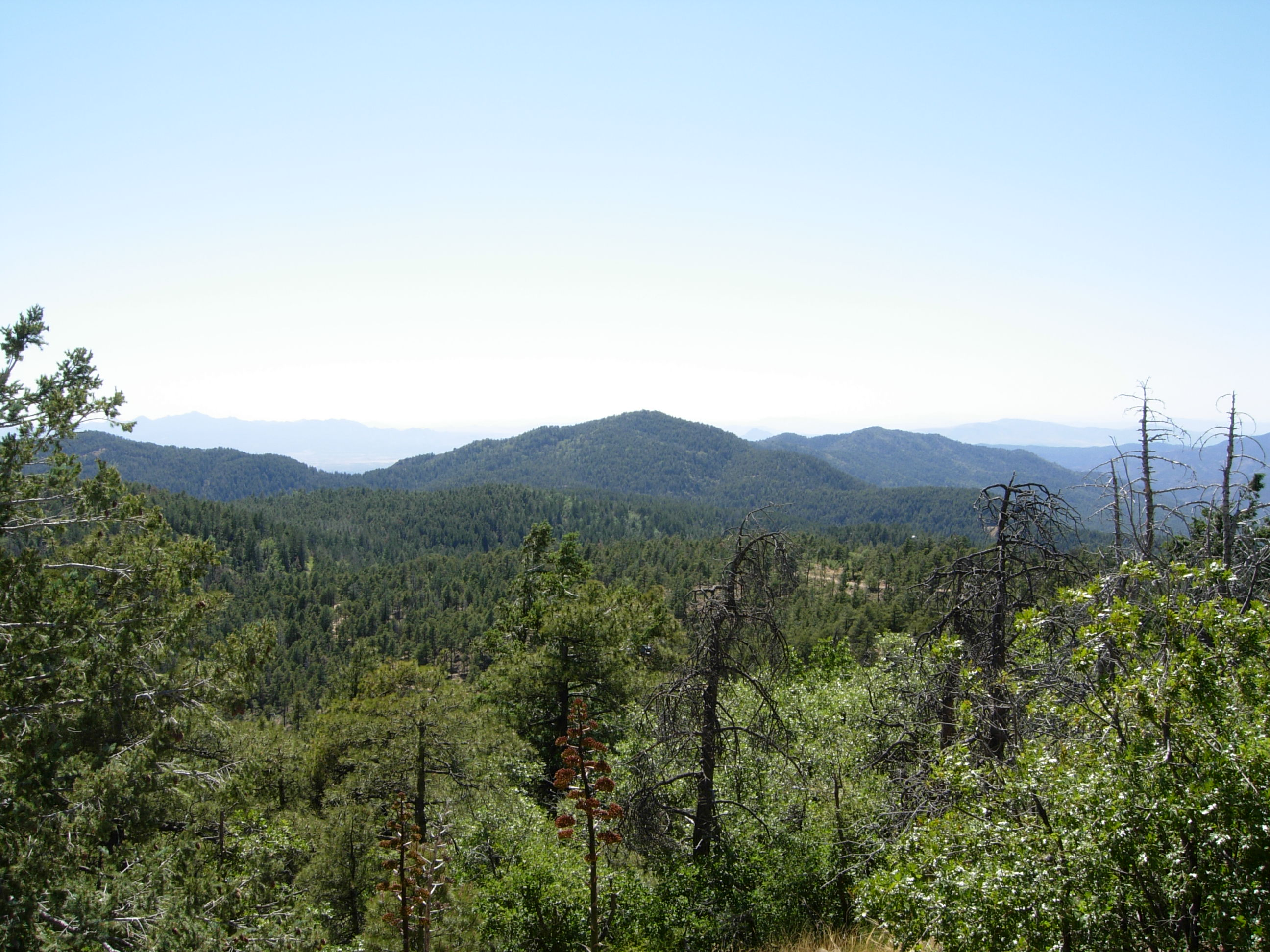
Die Bradshaw Mountains

Nach der Volkszählung im Jahr 2010 lebten im Yavapai County 211.033 Menschen. Es gab 70.171 Haushalte und 46.733 Familien. Die Bevölkerungsdichte betrug 8 Einwohner pro Quadratkilometer. Ethnisch betrachtet setzte sich die Bevölkerung zusammen aus 91,89 Prozent Weißen, 0,39 Prozent Afroamerikanern, 1,60 Prozent amerikanischen Ureinwohnern, 0,51 Prozent Asiaten, 0,08 Prozent Bewohnern aus dem pazifischen Inselraum und 3,58 Prozent aus anderen ethnischen Gruppen; 1,95 Prozent stammten von zwei oder mehr Ethnien ab. 9,78 Prozent der Bevölkerung waren spanischer oder lateinamerikanischer Abstammung.
Von den 70.171 Haushalten hatten 23,8 Prozent Kinder und Jugendliche unter 18 Jahre, die bei ihnen lebten. 55,0 Prozent waren verheiratete, zusammenlebende Paare, 8,1 Prozent waren allein erziehende Mütter, 33,4 Prozent waren keine Familien. 26,7 Prozent waren Singlehaushalte und in 12,4 Prozent lebten Menschen im Alter von 65 Jahren oder darüber. Die Durchschnittshaushaltsgröße betrug 2,33 und die durchschnittliche Familiengröße lag bei 2,79 Personen.
Auf das gesamte County bezogen setzte sich die Bevölkerung zusammen aus 21,1 Prozent Einwohnern unter 18 Jahren, 7,1 Prozent zwischen 18 und 24 Jahren, 22,4 Prozent zwischen 25 und 44 Jahren, 27,4 Prozent zwischen 45 und 64 Jahren und 22,0 Prozent waren 65 Jahre alt oder darüber. Das Durchschnittsalter betrug 44 Jahre. Auf 100 weibliche Personen kamen 96,2 männliche Personen, auf 100 Frauen im Alter ab 18 Jahren kamen statistisch 93,5 Männer.
Das jährliche Durchschnittseinkommen eines Haushalts betrug 34.901 USD, das Durchschnittseinkommen der Familien betrug 40.910 USD. Männer hatten ein Durchschnittseinkommen von 30.738 USD, Frauen 22.114 USD. Das Prokopfeinkommen betrug 19.727 USD. 11,9 Prozent der Bevölkerung und 7,9 Prozent der Familien lebten unterhalb der Armutsgrenze. Darunter waren 15,9 Prozent der Bevölkerung unter 18 Jahren und 6,7 Prozent der Einwohner ab 65 Jahren.

## Orte im Yavapai County
Im Yavapai County liegen 11 Gemeinden, davon vier Cities und sieben Towns. Zu Statistikzwecken führt das U.S. Census Bureau 17 Census-designated places, die dem County unterstellt sind und keine Selbstverwaltung besitzen. Diese sind wie die Unincorporated Communities gemeindefreies Gebiet.
Cities
| - Cottonwood - Peoria 1 | - Prescott - Sedona 2 |

Towns
| - Camp Verde - Chino Valley - Clarkdale - Dewey-Humboldt | - Jerome - Prescott Valley - Wickenburg 1 |

Census-designated places
| - Ash Fork - Bagdad - Black Canyon City - Congress - Cordes Lakes - Cornville | - Lake Montezuma - Mayer - Paulden - Peeples Valley - Seligman - Spring Valley | - Verde Village - Village of Oak Creek - Wilhoit - Williamson - Yarnell |

andere Unincorporated Communities
| - Arcosanti - Bumble Bee - Cherry - Cleator - Clemenceau | - Cordes - Crown King - Drake - Iron Springs - Kirkland | - Ponderosa Park - Skull Valley - Tip Top |

## Schutzgebiete
| - Agua Fria National Monument - Coconino National Forest (partiell) - Kaibab National Forest (partiell) - Montezuma Castle National Monument - Prescott National Forest (partiell) | - Red Rock State Park - Tonto National Forest (partiell) - Tuzigoot National Monument - Verde River Greenway State Natural Area |